# Treize-Septiers
Treize-Septiers ist eine französische Gemeinde mit 3.361 Einwohnern (Stand: 1. Januar 2022) im Département Vendée in der Region Pays de la Loire. Sie gehört zum Arrondissement La Roche-sur-Yon und zum Kanton Montaigu-Vendée. Die Einwohner werden Septierois und Septieroises genannt.

## Geographie
Treize-Septiers liegt im nördlichen Teil des Départements etwa 38 Kilometer nordöstlich von La Roche-sur-Yon und etwa 36 Kilometer südöstlich von Nantes in der Région naturelle Bocage vendéen. Der Fluss Asson und der Ruisseau Gournet verlaufen entlang der südlichen Grenze der Gemeinde von Ost nach West, bevor sie bei Montaigu-Vendée in die Grande Maine münden. Der Fluss Mozelle verläuft entlang der nordöstlichen Grenze der Gemeinde, bevor er die Nachbarstadt La Bruffière durchquert und in die Sèvre Nantaise mündet.
Umgeben wird Treize-Septiers von den Nachbargemeinden Cugand-la-Bernardière im Norden und Nordwesten, La Bruffière im Osten und Nordosten, Les Landes-Genusson im Osten und Südosten, La Boissière-de-Montaigu im Süden und Südosten sowie Montaigu-Vendée im Westen und Nordwesten.
Durch die Gemeinde führt die frühere Route nationale 753.

## Toponymie
Das Luçon-Manuskript ist einer der ältesten Texte, in denen der Name in der lateinischen Form „De Tredecim Sextariis“ zu finden ist. Das Setier (früher Septier oder Sextier geschrieben) vom lateinischen Sextarius ist ein altes Maß für Getreide oder Flüssigkeiten, welches je nach Ort variierte.

## Bevölkerungsentwicklung
| Jahr      | 1962 | 1968 | 1975 | 1982 | 1990 | 1999 | 2006 | 2012 | 2020 |
| Einwohner | 1294 | 1367 | 1551 | 1907 | 2126 | 2372 | 2600 | 3010 | 3281 |

## Sehenswürdigkeiten

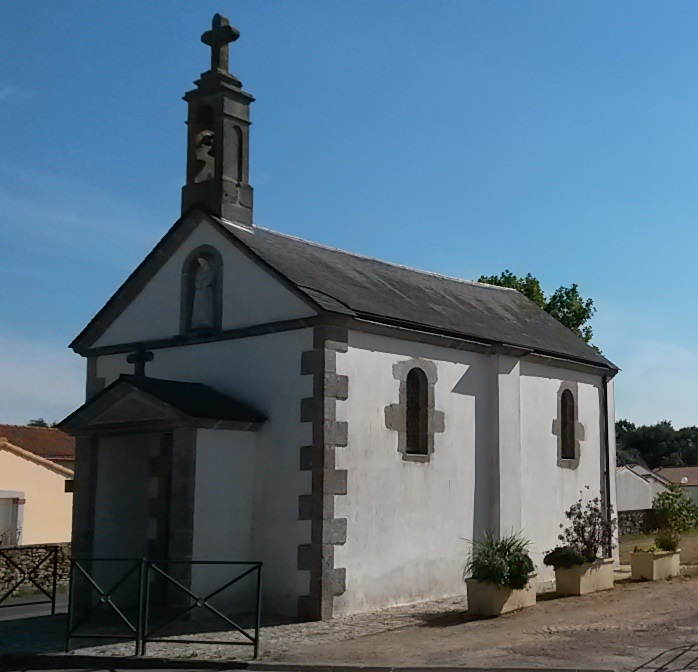
Kapelle Notre-Dame-de-la-Salette
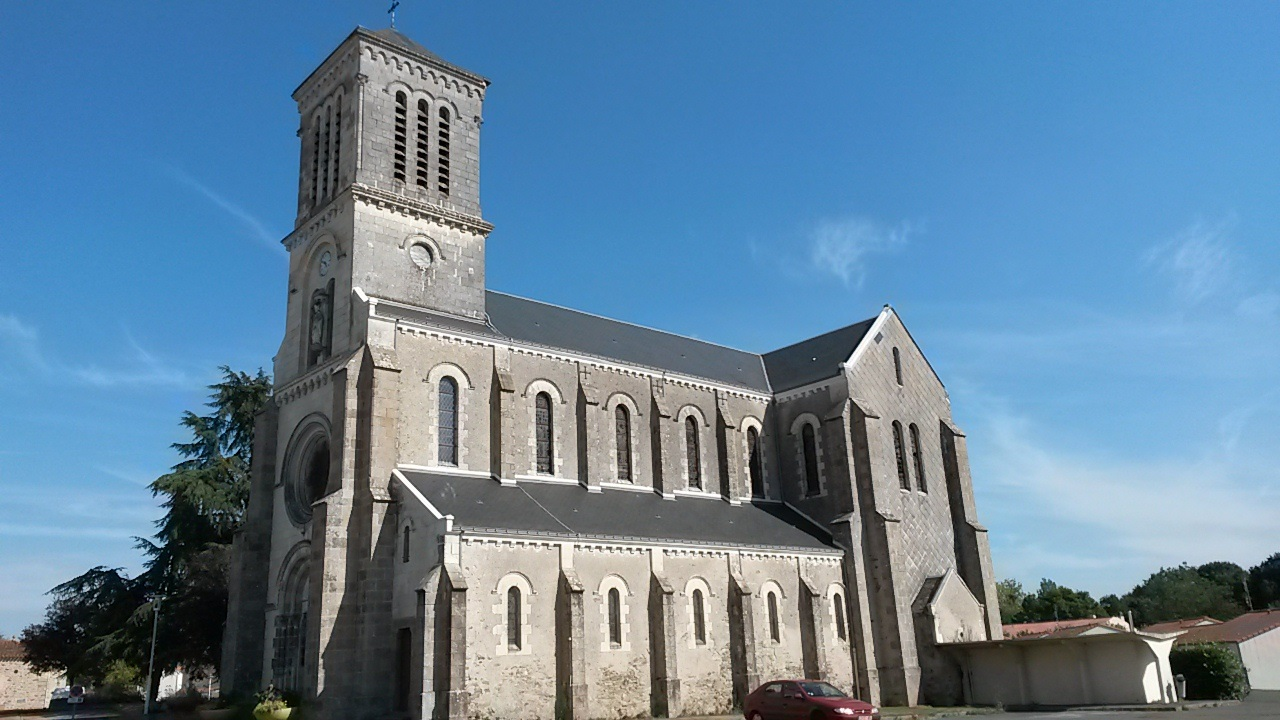
Kirche Saint-Martin

- Kapelle Notre-Dame-de-la-Salette
- Kirche Saint-Martin

## Persönlichkeiten
- Vincent Ansquer (1925–1987), französischer Politiker, MdEP (1979–1982), zuletzt für die Rassemblement pour la République (RPR), geboren in Treize-Septiers

## Gemeindepartnerschaften
Mit der spanischen Gemeinde Cabana de Bergantiños in Galicien besteht eine Partnerschaft.